# Puerta de los Pájaros
La puerta de los Pájaros o puerta de Moro es la entrada a una residencia privada situada en el municipio español de Comillas (Cantabria) conocida como Casa de Moro (en alusión a su propietario, de apellido Moro Díaz de Quijano). Esta portalada fue originariamente diseñada por el conocido arquitecto catalán Antoni Gaudí en 1904 para el chalet Graner de Barcelona y reproducida unos años más tarde por Julián Bardier Pardo. Está situada en la zona de Santa Lucía, junto a una ermita y un mirador, desde donde se divisa el mar y la zona marítima de la villa.

## Historia
Este portal fue diseñado por Gaudí en 1904 como puerta de jardín del chalet Graner, un proyecto no finalizado encargado al arquitecto por el pintor Luis Graner. Era una casa unifamiliar situada en la Bonanova, un barrio de la zona alta de Barcelona, para la que Gaudí trazó un proyecto intermedio entre la Casa Batlló y la portería del parque Güell. Del proyecto se conservan dos croquis de la planta y el alzado del edificio, publicados por Josep Francesc Ràfols en su biografía del arquitecto de 1929. La casa no se finalizó debido a la ruina económica del propietario, que había emprendido unos negocios en el mundo del teatro que le salieron mal. Tan solo se construyeron los cimientos del edificio y la puerta del jardín, hecha de mampostería y con tres vanos, uno para peatones, otro para carruajes y un hueco circular sobre la puerta de peatones que Gaudí denominó «puerta de los pajaritos». Esta puerta estuvo en pie varios años —se conserva una foto de 1927 realizada por Marino Canosa— hasta que fue derribada.
La puerta diseñada por Gaudí fue replicada pocos años después en la casa de Paulino Moro en Comillas, por Julián Bardier Pardo (1879-1965), un albañil que había trabajado para Gaudí en el parque Güell y en el chalet Graner; su tío, José Pardo Casanovas, había sido el contratista de El Capricho, un edificio construido por Gaudí en Comillas.
Su otro nombre de puerta de Moro viene del apellido del entonces propietario de la finca en la fecha de su construcción, Paulino Moro.

## Descripción
Está realizada con desechos de piedra colocados de forma irregular y materiales tradicionales en la construcción de muros, cuya composición emula la técnica del trencadís, utilizada por Gaudí en el Parque Guell.
La puerta, de estilo modernista, consta de tres vanos: el mayor es para la entrada de carruajes; el mediano daba paso a las personas; y el circular, colocado encima de la anterior, según leyenda de su creador, para las aves.
No existen aristas, siendo sus formas redondeadas con agradables volúmenes curvos.